# Viciria albolimbata
Viciria albolimbata là một loài nhện trong họ Salticidae.
Loài này thuộc chi Viciria. Viciria albolimbata được Eugène Simon miêu tả năm 1885.